# State Faults
State Faults (ранее известные как Brother Bear) — американская постхардкор-группа, образованная в Санта-Роза, Калифорния, в 2010 году. Noisey включил их альбом Resonate/Desperate (2013) в список записей, которые лучше всего отражают последнее десятилетие хардкор-панка. В 2019 году они заняли 16-е место в списке 50 лучших американских хардкор-групп современности по версии журнала Kerrang!.

## Характеристики
Стиль
State Faults в первую очередь были отнесены к таким жанрам, как скримо и постхардкор, обладающие элементами блэк-метала, построка, шугейзинга, хеви-метала, нойз-рока, маткора и тяжелой психоделии. В их музыке часто активно используется динамика, включающая как эмбиентные, так и какофонические пассажи. В их более мягких секциях часто используются эффекты реверберации, эмбиентные синтезаторы и иногда устная речь. Дэн Оззи, автор Noisey, описал их музыку как «то, как звучит паническая атака». Некоторые треки, такие как «Wildfires», включают мелодию и хуки в скриминг. 
Лирика
Лирика в целом фокусируется на духовности, использует отсылки к оккультизму и является крайне эмоциональной. Ряд треков на их дебютном альбоме были основаны на тревоге и ее последствиях. В статье для No Echo Адам Йо описал их тексты как «медитацию о травме и исцелении».

## Дискография
Студийные альбомы
- Desolate Peaks (2012)
- Resonate/Desperate (2013)
- Clairvoyant (2019)
- Children of the Moon (2024)

Мини-альбомы
- Head In The Clouds (2011)
- Moon Sign Gemini (2020)

Синглы
- Vespers (2010)
- Arrowhead (2010)
- Ugly (2012)